# 孫太后 (姚萇)
孙太后（?—?），後秦开国皇帝姚苌的妾室，姚苌死后，儿子姚兴继位，尊庶母孙氏为太后，配飨太庙。根据史书孙太后并不是姚兴的生母，姚兴的生母是虵皇后。但是，不知何故，姚兴将庶母尊为皇太后。